# Richard Chamberlain
Richard Chamberlain (polno ime George Richard Chamberlain), ameriški filmski, gledališki in televizijski igralec ter pevec, * 31. marec 1934, Beverly Hills, Kalifornija, ZDA, † 29. marec 2025, Waimānalo, Havaji, ZDA.
Richard Chamberlain je bil ameriški igralec in pevec, ki je postal najstniški idol v šestdesetih letih 20. stoletja po glavni vlogi v priljubljeni zdravniški seriji Dr. Kildare (1961-1966). Pozneje si je prislužil naziv ''kralj miniserij'' za svoje nastope v televizijskih miniserijah, kot so Centennial (1978), Šogun (1980) in Pesem ptic trnovk (1983). Igral je tudi klasične gledališke vloge in deloval v glasbenem teatru.
Chamberlain je odigral vlogo Aramisa v filmski trilogiji Trije mušketirji (1973), Štirje mušketirji (1974) in Vrnitev mušketirjev (1989). Upodobil je tudi Allana Quatermaina v filmih Rudniki kralja Salomona (1985) in Lost City of Gold (1986). Obenem je bil prvi igralec, ki je igral Jasona Bourna, in sicer v televizijskem filmu The Bourne Identity iz leta 1988.

## Zgodnje življenje
George Richard Chamberlain se je rodil 31. marca 1934 v bolnišnici Angelus (ki danes ne deluje več) na Washington Boulevardu v Los Angelesu kot drugi sin Else Winnifred (rojene von Benzon, kasneje Matthews) in Charlesa Axiona "Chucka" Chamberlaina, prodajalca opreme za trgovine iz Indiane. Njegova mati je bila delno nemškega porekla. Charles je delal na nepremičninah in posloval s supermarketi, preden je med letoma 1956 in 1970 vodil podjetje s hladilniki in kasneje napisal knjigo A New Pair of Glasses. Chamberlain je imel brata Williama, ki je delal skupaj z očetom v družinskem podjetju. Leta 1952 je Chamberlain diplomiral na srednji šoli Beverly Hills, kasneje pa se je vpisal na kolidž Pomona ('56), kjer je diplomiral iz umetnostne zgodovine in slikarstva. Vpoklican je bil v ameriško vojsko in je služil od leta 1956 do 1958. Med bivanjem v povojni Koreji je dosegel čin narednika.

## Kariera
Chamberlain je soustanovil gledališko losangeleško gledališčko skupino Company of Angels. V zgodnjih šestdesetih letih 20. stoletja se je začel pojavljati v gostujočih vlogah v televizijskih serijah. Leta 1961 je začel nastopati v glavni vlogi dr. Jamesa Kildareja v seriji Dr. Kildare televizijske mreže NBC/MGM, v kateri je igral glavno vlogo, ki ga je izstrelila med zvezde. Ob njem je pomembno vlogo v seriji odigral tudi igralec Raymond Massey. V tem času se je pokazal tudi Chamberlainov pevski talent, tako da je v zgodnjih šestdesetih letih 20. stoletja posnel nekaj hitov. Eden prvih je bila glavna tema serije Dr. Kildare z naslovom Three Stars Will Shine Tonight, ki se je uvrstila na 10. mesto na Billboardovi lestvici vročih 100. Zadnjo epizodo serije so posneli leta 1966. Takrat je Chamberlain začel nastopati na gledaliških odrskih deskah. Tam je leta istega leta nastopal z Mary Tyler Moore in Priscillo Lopez v neuspešnem Broadwayskem muzikalu Zajtrk pri Tiffany. Že po štirih predstavah so nehali nastopati. Na Broadway se je vrnil šele desetletja kasneje in nastopil v muzikalih My Fair Lady in Moje pesmi, moje sanje.
Proti koncu šestdesetih let 20. stoletja je določeno obdobje preživel v Angliji, kjer je igral v repertoarnem gledališču. Po igri v BBC-jevi adaptaciji zgodbe Portrait of a Lady leta 1968 je postal priznan igralec. Naslednje leto je skupaj s Katharine Hepburn zaigral v filmu The Madwoman of Chaillot. V času bivanja v Angliji je obiskoval tečaj petja in igral v Birminghamskem repertoarnem gledališču, kjer je leta 1969 nastopil v naslovni vlogi v Hamletu. S tem je postal prvi Američan po Johnu Barrymoru leta 1925, ki je igral Hamleta v tem gledališču. Prejel je odlične kritike in se leta 1970 vrnil na televizijo v antologiji Hallmark Hall of Fame. Posnetek je izdala založba RCA Red Seal Records, kar mu je prineslo nominacijo za grammyja.
V sedemdesetih letih 20. stoletja se je Chamberlain pojavil v filmih The Music Lovers (1970), Lady Caroline Lamb (1973, v njem je igral Lorda Byrona), Trije mušketirji (1973) in njegovem nadaljevanju Štirje mušketirji (1974) kot Aramis, The Lady's Not for Burning (1974, posneto za televizijo), The Towering Inferno (1974, v vlogi nepoštenega inženirja) in The Count of Monte Cristo (1975). Leta 1976 je spet pokazal svoj pevski talent v muzikal verziji zgodbe o Pepelki, The Slipper and the Rose, kjer je zaigral ob Gemmi Craven. Sledila sta televizijski film Williama Basta The Man in the Iron Mask (1977) in The Last Wave (1977) Petra Weira.
Pozneje je nastopil v več uspešnih televizijskih miniserijah, s čimer si je pridobil naziv ''Kralj miniserij''. Med drugim je nastopil v miniserijah Centennial (1978–79), Šogun (1980) in Pesem ptic trnovk (1983). V slednji je nastopil kot oče (pozneje kardinal) Ralph de Bricassart. Glavni vlogi sta ob njem odigrali Rachel Ward in Barbara Stanwyck. Leta 1985 je odigral glavno vlogo Allana Quatermaina v filmu King Solomon's Mines in leto pozneje še v nadaljevanju Lost City of Gold. Tri leta pozneje, leta 1988, je odigral glavno vlogo Jasona Bournea oz. Davida Webba v televizijski različici filma The Bourne Identity. Še tretjič je nastopil kot Aramis v zadnjem delu trilogije The Return of the Musketeers (1989).
- Beverly Garland, Richard Chamberlain and Raymond Massey v prvi epizodi serije Dr. Kildare leta 1961.
- Richard Chamberlain (dr. Kildare), Daniela Bianchi in Raymond Massey (dr. Gillespie) iz televizijske serije Dr. Kildare leta 1964.
- Chamberlain, Mary Tyler Moore in Bob Merrill vadijo za Zajtrk pri Tiffany sredi šestdesetih let 20. stoletja.
- Chamberlain in fotograf Yoni S. Hamenachem na snemanju filma King Solomon's Mines v Zimbabveju.

Po letu 1990 do svoje smrti je Chamberlain večinoma igral v televizijskih filmih, na gledališkem odru in tudi kot gostujoči igralec v nekaterih serijah, na primer The Drew Carey Show in Will & Grace. Leta 1991 je nastopil v televizijski adaptaciji dela The Night of the Hunter avtorja Davisa Grubba, ki je prejela mešane kritike. Nastopil je tudi v Broadwayevi oživitvi dela My Fair Lady med letoma 1993 in 1994, kjer je igral Henryja Higginsa. Jeseni 2005 je nastopil v naslovni vlogi Ebenezerja Scroogeja v broadwayski nacionalni turneji muzikala Scrooge: The Musical. Leta 2006 je nastopil kot gostujoči igralec v eni epizodi britanske serije Hustle, pa tudi v 4. sezoni serije Nip/Tuck. Leta 2007 je gostoval tudi v 80. epizodi (8. epizodi 4. sezone) serije Razočarane gospodinje z naslovom Distant Past, kjer je odigral vlogo Glena Wingfielda, očima gospodinje Lynette Scavo.
V letih 2008 in 2009 je upodobil kralja Arturja v muzikalu Spamalot v sklopu nacionalne turneje skupine Monty Python. V letih 2010 in 2012 je nastopil kot Archie Leach v 3. epizodi 3. sezone in 18. epizodi 4. sezone serije Zadoščenje. V dveh epizodah 4. sezone se je pojavil tudi v seriji Chuck, kjer je igral zlobneža, znanega le pod imenom Belgijec. Nastopil je tudi v več epizodah serije Bratje in sestre, kjer je igral starega prijatelja in Saulovo simpatijo. Leta 2011 se je pojavil tudi v filmu We Are the Hartmans. Leta 2012 se je vrnil na gledališki oder gledališča Pasadena Playhouse, kjer je v predstavi The Heiress nastopil v vlogi dr. Sloperja.
Leta 2017 se je pojavil v epizodi serije Twin Peaks: The Return kot Bill Kennedy.

## Zasebno življenje in smrt
Chamberlain se ni nikoli poročil in ni imel otrok. Večino svoje kariere ni bil odkrit glede svoje homoseksualnosti, da bi zaščitil svojo zasebnost in igralske priložnosti. Francoska ženska revija Nous Deux ga je decembra 1989 razkrila kot geja, vendar ni potrdil svoje homoseksualnosti vse do objave svoje avtobiografije Shattered Love: A Memoir leta 2003.
Chamberlain je bil v sedemdesetih letih 20. stoletja v zvezi z igralcem Wesleyjem Eurejem.
Leta 1977 je Chamberlain začel dolgotrajno razmerje z igralcem in producentom Martinom Rabbettom. Rabbett je igral brata Chamberlainovega glavnega junaka v filmu Allan Quatermain and the Lost City of Gold iz leta 1986. Tega leta sta začela živeti skupaj na Havajih in imela zasebno slovesnost zaveze. Par se je leta 2010 sporazumno (vendar začasno) ločil, Chamberlain pa se je preselil v Los Angeles. V intervjuju leta 2014 je Chamberlain povedal, da čeprav z Rabbettom nista več tesno povezana, sta ostala bližnja prijatelja. Glede na Chamberlainov osmrtnico v The New York Times sta Rabbett in Chamberlain pred njegovo smrtjo ponovno začela živeti skupaj na Havajih. Rabbett je veljal za njegovega "edinega neposrednega preživelega".
Chamberlain je umrl zaradi zapletov po kapi v Waimānalu na Havajih 29. marca 2025 v starosti 90 let.

## Filmografija

### Filmi
| Leto | Naslov                                     | Vloga                 | Opomba                           |
| ---- | ------------------------------------------ | --------------------- | -------------------------------- |
| 1960 | The Secret of the Purple Reef              | Dean Christopher      |                                  |
| 1961 | A Thunder of Drums                         | poročnik Porter       |                                  |
| 1963 | Twilight of Honor                          | David Mitchell        |                                  |
| 1965 | Joy in the Morning                         | Carl Brown            |                                  |
| 1968 | Petulia                                    | David Danner          |                                  |
| 1969 | The Madwoman of Chaillot                   | Roderick              |                                  |
| 1970 | Julius Caesar                              | Gaj Avgust Oktavijan  |                                  |
| 1971 | The Music Lovers                           | Peter Iljič Čajkovski |                                  |
| 1972 | Lady Caroline Lamb                         | Lord Byron            |                                  |
| 1973 | Trije mušketirji                           | Aramis                |                                  |
| 1974 | The Towering Inferno                       | Roger Simmons         |                                  |
| 1974 | The Four Musketeers                        | Aramis                |                                  |
| 1975 | The Christmas Messenger                    | Christmas Messenger   | Kratki film                      |
| 1976 | The Slipper and the Rose                   | Princ Edward          |                                  |
| 1977 | The Last Wave                              | David Burton          |                                  |
| 1978 | The Swarm                                  | Dr. Hubbard           |                                  |
| 1982 | Murder by Phone                            | Nat Bridger           |                                  |
| 1985 | King Solomon's Mines                       | Allan Quatermain      |                                  |
| 1986 | Allan Quatermain and the Lost City of Gold | Allan Quatermain      |                                  |
| 1989 | The Return of the Musketeers               | Aramis                |                                  |
| 1995 | Bird of Prey                               | Jonathan Griffith     |                                  |
| 1997 | River Made to Drown In                     | Thaddeus MacKenzie    | izdano na DVD-ju                 |
| 1999 | The Pavilion                               | Huddlestone           | izdano na DVD-ju                 |
| 2007 | I Now Pronounce You Chuck and Larry        | svetnik Banks         |                                  |
| 2007 | Strenght and Honour                        | Denis O'Leary         |                                  |
| 2011 | The Perfect Family                         | monsinjor Murphy      |                                  |
| 2011 | We Are the Hartmans                        | Hartman               |                                  |
| 2015 | Justice League: Gods and Monsters          | Highfather            | glasovna vloga, izdano na DVD-ju |
| 2018 | Nightmare Cinema                           | dr. Mirari            |                                  |

### Televizijski filmi
| Leto | Naslov                                           | Vloga                |
| ---- | ------------------------------------------------ | -------------------- |
| 1972 | The Woman I Love                                 | kralj Edvard VIII.   |
| 1974 | The Lady's Not For Burning                       | Thomas Mendip        |
| 1974 | F. Scott Fitzgerald and 'The Last of the Belles' | F. Scott Fitzgerald  |
| 1975 | The Count of Monte Cristo                        | Edmond Dantes        |
| 1977 | The Man in the Iron Mask                         | Ludvik XIV. in Filip |
| 1983 | Cook and Peary: The Race to the Pole             | Frederick Cook       |
| 1985 | Wallenberg: A Hero's Story                       | Raoul Wallenberg     |
| 1987 | Casanova                                         | Giacomo Casanova     |
| 1991 | Aftermath: A Test of Love                        | Ross Colburn         |
| 1991 | Night of the Hunter                              | Harry Powell         |
| 1993 | Ordeal in the Arctic                             | kapitan John Couch   |
| 1997 | All the Winters That Have Been                   | Dane Corvin          |
| 1997 | The Lost Daughter                                | Andrew McCracken     |

### Televizijske serije
| Leto      | Naslov                                  | Vloga                      | Opombe                                     |
| --------- | --------------------------------------- | -------------------------- | ------------------------------------------ |
| 1959      | Alfred Hitchcock Presents               | Clay Pine                  | sezona 5, epizoda 11 Road Hog              |
| 1960      | Rescue 8                                | -                          | epizoda High Explosive                     |
| 1960      | Bourbon Street Beat                     | Dale Wellington            | epizoda Target of Hate                     |
| 1960      | Gunsmoke                                | Pete                       | epizoda The Bobsy Twins                    |
| 1960      | Mr. Lucky                               | Alec                       | epizoda Operation Fortuna                  |
| 1960      | Thriller                                | Larry Carter               | epizoda The Watcher                        |
| 1960      | Riverboat                               | poročnik Dave Winslow      | epizoda Chicota Landing                    |
| 1961      | The Deputy                              | Jerry                      | epizoda Edge of Doubt                      |
| 1961      | Whispering Smith                        | Chris Harrington           | epizoda Stain of Justice                   |
| 1961-1966 | Dr. Kildare                             | dr. James Kildare          | naslovna vloga                             |
| 1963      | The Eleventh Hour                       | dr. James Kildare          | epizoda Four Feet in the Morning           |
| 1968      | The Portrait of a Lady                  | Ralph Touchett             | glavna zasedba                             |
| 1978-1979 | Centennial                              | Alexander McKeag           | miniserija, glavna zasedba                 |
| 1980      | Šogun                                   | John Blackthorne           | miniserija, glavna zasedba                 |
| 1983      | Pesem ptic trnovk                       | Ralph de Bricassart        | miniserija, glavna zasedba                 |
| 1986      | Dream West                              | John C. Fremont            | miniserija, glavna zasedba                 |
| 1988      | The Bourne Identity                     | Jason Bourne               | miniserija, glavna zasedba                 |
| 1989-1990 | Island Son                              | dr. Daniel Kulani          | glavna zasedba                             |
| 1996      | The Thorn Birds: The Missing Years      | Ralph de Bricassart        | miniserija, glavna zasedba                 |
| 1999      | Too Rich: The Secret Life of Doris Duke | Bernard Lafferty           | miniserija, glavna zasedba                 |
| 2000      | Touched by an Angel                     | Everett/Jack Clay          | epizoda The Face on the Bar Room Floor     |
| 2002      | The Drew Carey Show                     | Maggie Wick                | 2 epizodi                                  |
| 2005      | Will & Grace                            | Clyde                      | epizoda Steams Like Old Times              |
| 2006      | Hustle                                  | James Whittaker Wright III | epizoda Whittaker Our Way Out              |
| 2006      | Nip/Tuck                                | Arthur Stiles              | epizoda Blu Mondae                         |
| 2006      | Blackbeard                              | guverner Charles Eden      | miniserija, glavna zasedba                 |
| 2007      | Razočarane gospodinje                   | Glen Wingfield             | epizoda Distant Past                       |
| 2010      | Chuck                                   | Adelbert De Smet           | 2 epizodi                                  |
| 2010-2011 | Brothers & Sisters                      | Jonathan Byrold            | ponavljajoča se vloga v 5. sezoni          |
| 2010-2012 | Zadoščenje                              | Archie Leach               | 2 epizodi                                  |
| 2011      | ThunderCats                             | Zigg                       | glasovna vloga, epizoda Forest of Magi Oar |
| 2017      | Twin Peaks: The Return                  | Bill Kennedy               | epizoda Part Four                          |

## Diskografija
V tabelah so zapisane uvrstitve na posameznih lestvicah. UK pomeni Združeno kraljestvo, US Združene države Amerike, CAN pa Kanado.
| Leto | Naslov                                                  | Najvišja uvrstitev na lestvici | Najvišja uvrstitev na lestvici | Najvišja uvrstitev na lestvici |
| Leto | Naslov                                                  | US                             | UK                             | CAN                            |
| ---- | ------------------------------------------------------- | ------------------------------ | ------------------------------ | ------------------------------ |
| 1962 | Theme from Dr. Kildare (Three Stars Will Shine Tonight) | 10                             | 12                             | 4                              |
| 1962 | Love Me Tender                                          | 21                             | 15                             | 31                             |
| 1963 | All I Have to Do Is Dream                               | 14                             | —                              | 6                              |
| 1963 | Hi-Lili, Hi-Lo                                          | 64                             | 20                             | 6                              |
| 1963 | I Will Love You                                         | 65                             | —                              | —                              |
| 1963 | True Love                                               | 98                             | 30                             | —                              |

| Leto | Naslov                                     | US | UK | CAN |
| ---- | ------------------------------------------ | -- | -- | --- |
| 1963 | Blue Guitar / They Long to Be Close to You | 42 | —  | 30  |

| Leto | Naslov                    | US |
| ---- | ------------------------- | -- |
| 1964 | Joy in the Morning        | —  |
| 1964 | Rome Will Never Leave You | 99 |

| Leto | Naslov                                 |
| ---- | -------------------------------------- |
| 1976 | Secret Kingdom                         |
| 1976 | He Danced With Me / She Danced with Me |
| 1976 | What a Comforting Thing to Know        |
| 1976 | Why Can't I Be Two People?             |
| 1976 | Bride-Finding Ball                     |

Iz Haleakala: How Maui Snared The Sun/Clarinet Concerto
- Haleakala: How Maui Snared The Sun (Tone Poem) (1991), ustvaril Dan Welcher, sodelujoči izvajalci Honolulu Symphony.

## Nagrade in nominacije
| Leto | Nagrada                                         | Kategorija                                                          | Nominirano delo            | Rezultat    | Vir    |
| ---- | ----------------------------------------------- | ------------------------------------------------------------------- | -------------------------- | ----------- | ------ |
| 1985 | TV nagrada Aftonbladet                          | Najboljša tuja televizijska osebnost – moški                        | N/A                        | Osvojil/a   |        |
| 1978 | Nagrada Avstralskega filmskega inštituta        | Najboljši igralec v glavni vlogi                                    | The Last Wave              | nominiran/a | [ 42 ] |
| 1985 | Bravo Otto                                      | Najboljša moška TV zvezda                                           | N/A                        | Osvojil/a   |        |
| 1977 | Drama Desk                                      | Najboljši igralec v igri                                            | The Night of the Iguana    | nominiran/a | [ 43 ] |
| 1962 | Zlato jabolko                                   | Najbolj kooperativen igralec                                        | N/A                        | Osvojil/a   |        |
| 1963 | Zlato jabolko                                   | Najbolj kooperativen igralec                                        | N/A                        | Osvojil/a   |        |
| 1980 | Zlato jabolko                                   | Moška zvezda leta                                                   | N/A                        | Osvojil/a   |        |
| 1962 | Zlati globus                                    | Največja televizijska zvezda – moški                                | Dr. Kildare                | Osvojil/a   | [ 22 ] |
| 1979 | Zlati globus                                    | Najboljši igralec v televizijski drami                              | Centennial                 | nominiran/a | [ 22 ] |
| 1980 | Zlati globus                                    | Najboljši igralec v televizijski drami                              | Shōgun                     | Osvojil/a   | [ 22 ] |
| 1983 | Zlati globus                                    | Najboljši igralec v televizijski miniseriji ali televizijskem filmu | Pesem ptic trnovk          | Osvojil/a   | [ 22 ] |
| 1985 | Zlati globus                                    | Najboljši igralec v televizijski miniseriji ali televizijskem filmu | Wallenberg: A Hero's Story | nominiran/a | [ 22 ] |
| 1988 | Zlati globus                                    | Najboljši igralec v televizijski miniseriji ali televizijskem filmu | The Bourne Identity        | nominiran/a | [ 22 ] |
| 1971 | Grammy                                          | Najboljši posnetek govorjene besede                                 | Hamlet                     | nominiran/a | [ 44 ] |
| 2012 | Mednarodni filmski festival na Havajih          | Nagrada za življenjsko delo                                         | N/A                        | Osvojil/a   |        |
| 2023 | Nagrada Združenja za spletni film in televizijo | Televizijska hiša slavnih: moški                                    | N/A                        | Inducted    | [ 45 ] |
| 1975 | Emmy                                            | Najboljši igralec v glavni vlogi v drami ali komediji               | The Count of Monte Cristo  | nominiran/a | [ 23 ] |
| 1981 | Emmy                                            | Najboljši igralec v glavni vlogi v miniseriji ali posebni epizodi   | Shōgun                     | nominiran/a | [ 23 ] |
| 1983 | Emmy                                            | Najboljši igralec v glavni vlogi v miniseriji ali posebni epizodi   | Pesem ptic trnovk          | nominiran/a | [ 23 ] |
| 1985 | Emmy                                            | Najboljši igralec v glavni vlogi v miniseriji ali posebni epizodi   | Wallenberg: A Hero's Story | nominiran/a | [ 23 ] |
| 1982 | Filmski festival Sitges                         | Najboljši igralec                                                   | The Last Wave              | Osvojil/a   |        |
| 2011 | Steiger                                         | Nagrada za življenjsko delo                                         | N/A                        | Osvojil/a   |        |
| 2003 | TV Land                                         | Klasični televizijski zdravnik leta                                 | Dr. Kildare                | nominiran/a |        |

## Izdana dela
- Chamberlain, Richard (3. 6. 2003). Shattered Love: A Memoir. New York: Regan Books. ISBN 0-06-008743-9.